# Voetin
Voetin – wieś w Rumunii, w okręgu Vrancea, w gminie Sihlea. W 2011 roku liczyła 1146
mieszkańców